# Mir Hamza
Mir Hamza, ovvero Shaykh Mir Hamza (...), è un jihadista musulmano pakistano.
In qualità di Segretario della Jamiʿat ul-Ulema-e Pakistan (Associazione degli ʿulamāʾ del Pakistan), fu uno dei cinque firmatari della "fatwā" del 1998 proclamata dal cosiddetto Fronte Islamico Mondiale per colpire nel mondo ebrei e statunitensi.